# 113
| [ Edytuj tabelę ] |                                            |
| Cesarz Chin       | - 106 Han Andi 125                         |
| Władca Korei      | - 53 T’aejodae 146                         |
| Papież            | - 109 Aleksander I 116                     |
| Król Partów       | - 105 Wologazes III 147 - 109 Osroes I 129 |
| Cesarz Rzymu      | - 98 Trajan 117                            |

Rok 113 / CXIII
stulecia: I wiek ~
II wiek ~
III wiek

lata: 103 «
108 «
109 «
110 «
111 «
112 «
113
» 114
» 115
» 116
» 117
» 118
» 123

## Wydarzenia
- 18 maja – otwarto Forum Trajana w Rzymie. Dokonano wówczas również uroczystego poświęcenia kolumny Trajana wzniesionej dla upamiętnienia zwycięstwa tego cesarza w wojnie z Dakami; opasujący kolumnę w 23 skrętach relief przedstawiający historię tej wojny to jeden z najwybitniejszych przykładów rzeźby cesarstwa rzymskiego.
- Konflikt z Partami o Armenię.

## Zmarli
- Pliniusz Młodszy, polityk rzymski (ur. 61)